# Abstrakcjonizm
Abstrakcjonizm (łac. abstractio „oderwanie”) – kierunek we współczesnych sztukach plastycznych, który charakteryzuje się wyeliminowaniem wszelkich przedstawień mających bezpośrednie odniesienie do form lub przedmiotów obserwowanych w rzeczywistości. Jest to sztuka abstrakcyjna, bezprzedmiotowa. Malarze abstrakcyjni szukali nowych form tj.: linia – plama, pion – poziom, odrzucając figuratywność na rzecz wewnętrznej konstrukcji obrazu układu linii barwnych plam, prostych form geometrycznych. Malarstwo to pragnęło wyzwolić się od tematu, odejść od rzeczywistości, zrezygnować z naśladowania natury, dopuszczając inspiracje naturą. Prekursorami abstrakcjonizmu byli: Hilma af Klint, Wassily Kandinsky, Edward Munch.
Abstrakcjonizm dzieli się na geometryczny (nazywany nieorganicznym lub zimnym) oraz na niegeometryczny (analogicznie nazywany też organicznym lub ciepłym).

## Początki sztuki abstrakcyjnej
Abstrakcja w rzeczywistości istniała w sztuce od zawsze. Jest to w zasadzie pierwszy przejaw w sztuce. Taką formę plastyczną można oglądać na paleolitycznych amuletach, czy w prehistorycznych jaskiniach, takich jak Lascaux i Altamirze. Potem abstrakcjonizm widoczny jest we wszystkich kulturach świata, na przykład w formie ornamentów.
Za pierwszy obraz abstrakcyjny przez długi czas uważało się dzieło Wassilego Kandinsky’ego, „Kompozycję nr. V” z 1911 roku – sam Kandinsky zabiegał o uznanie historycznej rangi swojego dzieła. Najnowsze ustalenia historyków sztuki wskazują jednak, że wiele lat przed Kandinskim swoje obrazy spełniające kryteria sztuki abstrakcyjnej tworzyła szwedzka malarka Hilma af Klint – serię monumentalnych prac The Ten Biggest stworzyła już w 1907 roku.

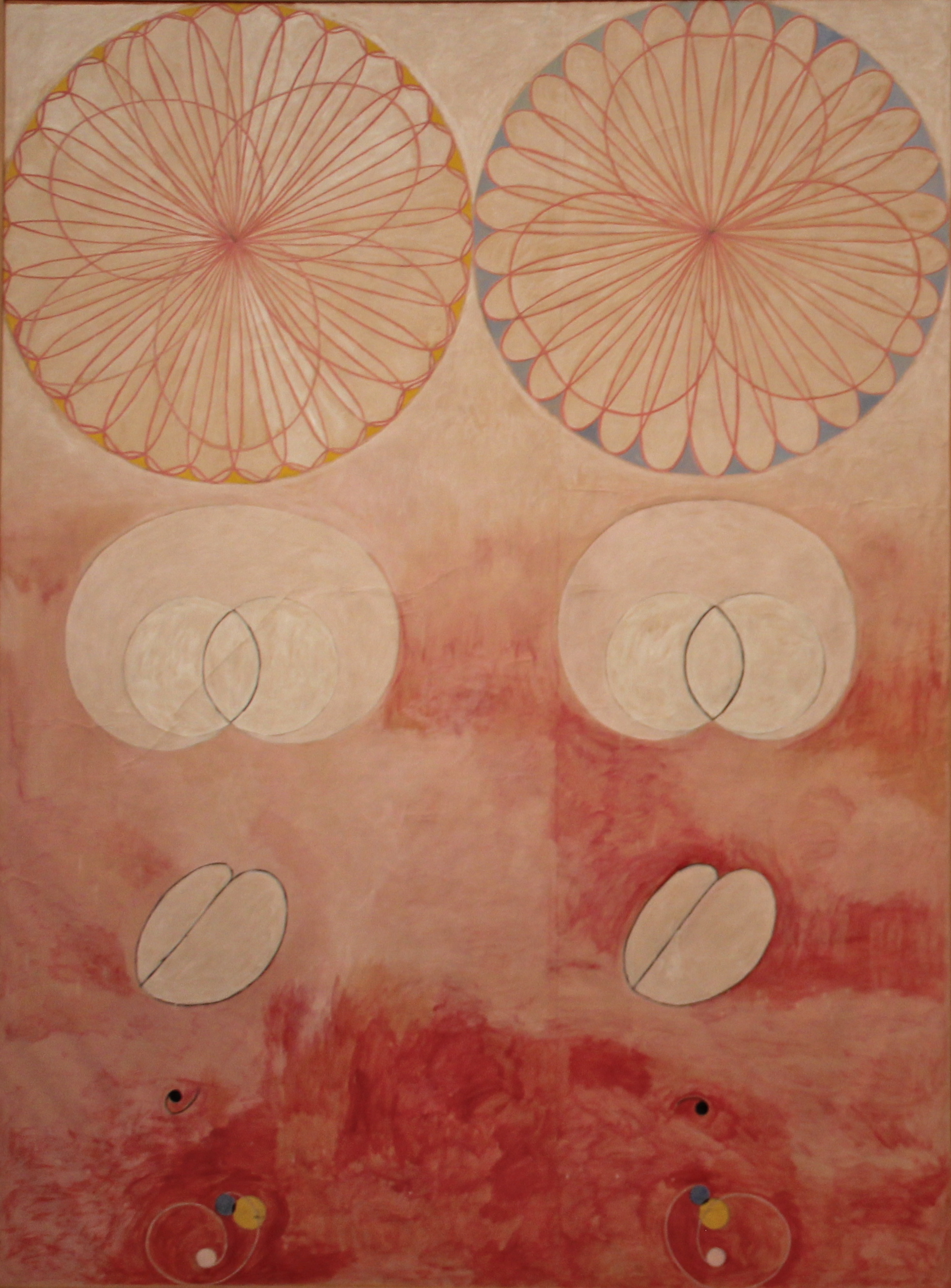
Jedna z prac z serii Ten largest / The Ten Biggest (1907) szwedzkiej malarki Hilmy af Klint uważanej obecnie za prekursorkę abstrakcjonizmu w sztuce

## Założenia abstrakcjonizmu
Abstrakcyjny znaczy oderwany, ogólny. W sztuce oznacza niepodobny do żadnego tworu natury. Dzieło abstrakcjonizmu jest więc „nieprzedstawiające”. Forma dzieła ma zależeć tylko od osobowości artysty.

## Przedstawiciele abstrakcjonizmu
Przedstawicielami tego nurtu byli: Roger Bissière, Theo van Doesburg, Lucio Fontana, Sam Francis, Nahum Gabo, Vilmos Huszár, Wassily Kandinsky, Paul Klee, Yves Klein, František Kupka, El Lissitzky, Kazimierz Malewicz, Piet Mondrian, Jackson Pollock, Sophie Taeuber-Arp, Victor Vasarely, Mikołaj Wołkowycki, Enrico Accatino.

## Nurty abstrakcjonistyczne
- abstrakcja geometryczna
  - konstruktywizm
  - suprematyzm
  - neoplastycyzm
  - De Stijl
  - Szkoła Bauhaus

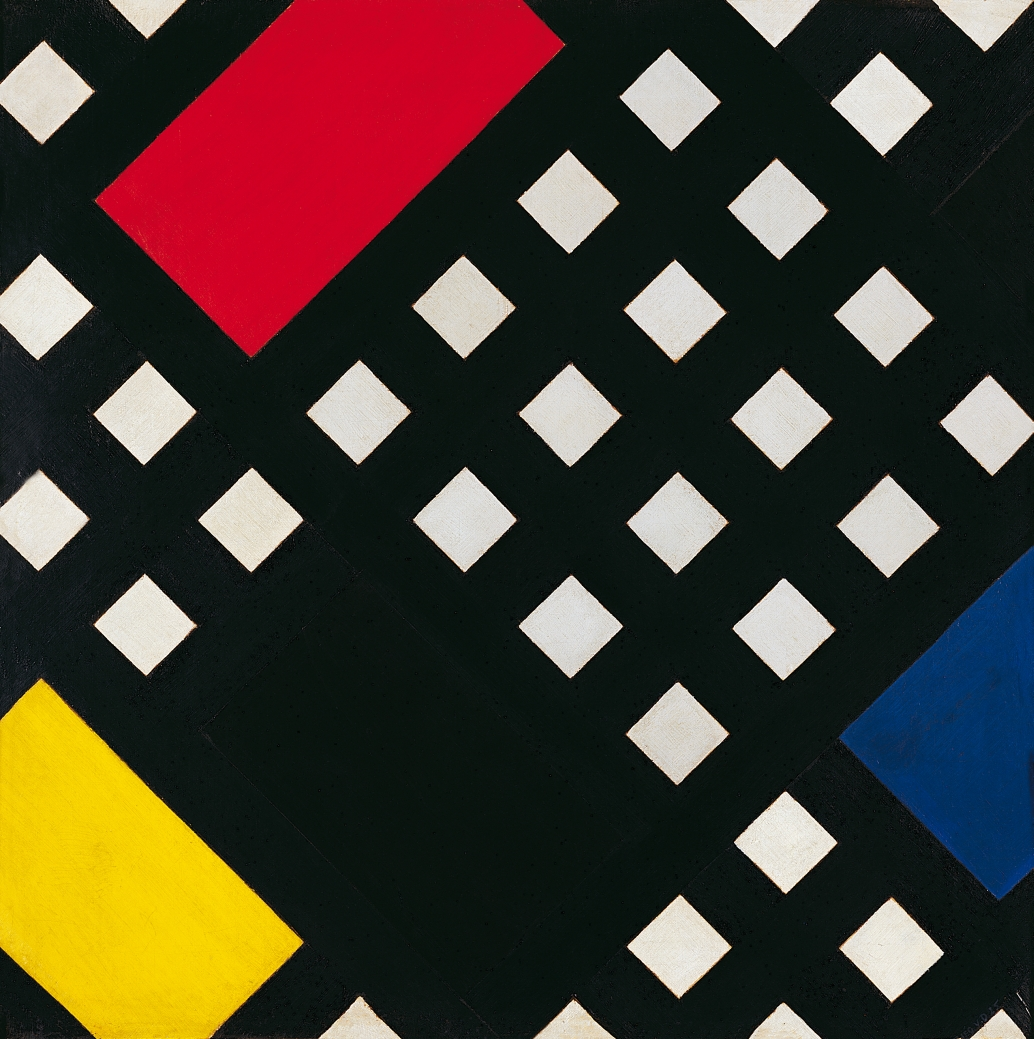
Theo van Doesburg, Kontrkompozycja XV, 1925 (Muzeum Sztuki w Łodzi)

  - optical art (zwany też op-art, sztuką optyczną, sztuką wizualną)
  - minimal art
- abstrakcja niegeometryczna
  - informel (lub też ekspresjonizm abstrakcyjny, taszyzm, action painting)
  - color field painting
- kinetyzm